# チグリルCoA
チグリルCoA (tiglyl-CoA) は、イソロイシンの代謝中間体の一つ。